# Cimetière de Greenwich
Le cimetière de Greenwich (également connu sous le nom du cimetière de Shooters Hill) est un cimetière se situant dans borough royal de Greenwich, dans le sud-est de Londres.
Il est situé sur les pentes sud-ouest de la Shooter's Hill, à l'ouest de l'A205 South Circular et de la Well Hall Road. Il se situe à peu près à mi-chemin entre les localités de Woolwich, au nord, et d'Eltham, au sud.
Le cimetière a été créé en 1856 par le Greenwich Burial Board. Il comprend deux volumineuses chapelles de style gothique ainsi qu'un pavillon d'entrée datant des années 1920. Son emplacement à flanc de colline offre une vue sur Crystal Palace et la Cité de Londres. Du fait de sa proximité avec l'Académie Royale Militaire, l'Arsenal Royal, l'Hôpital Militaire Royal Herbert et d'autres établissements militaires, de nombreux militaires sont enterrés dans le cimetière.

## Mémoriaux
Le cimetière de Greenwich contient 558  tombes de guerre de soldat du Commonwealth tués lors de la Première Guerre mondiale . Plus de la moitié sont dispersés dans le cimetière, mais 263 forment une grande parcelle connue sous le nom de Heroes 'Corner (le coin des héros). Deux murs incurvés portent les noms des victimes enterrées à la fois dans la parcelle et dans les tombes individuelles du cimetière.
Une parcelle attenante contient 75 tombes datant de la Seconde Guerre mondiale. Au total, le cimetière contient 124 sépultures de la Seconde Guerre mondiale, dont 3 sont des soldats britanniques non identifiés, ainsi que 30 tombes de militaires norvégien. Le cimetière est le lieu de repos de plusieurs personnalités :
- Wilberforce Eaves (1867–1920) - joueur de tennis australien, finaliste du tournoi de Wimbledon. Il est décédé alors qu'il était capitaine dans le Royal Army Medical Corps[5].
- Sir Charles Hamilton (1845-1928) - homme d'affaires et député de Rotherhithe
- Le lieutenant-général Sir Arthur Holland (1862–1927), commandant de l'Académie royale militaire[3], député de Northampton
- Le général chirurgien James Jameson (1837–1904) - Directeur général des services médicaux de l'armée pendant la guerre des Boers et commandant de la division d'ambulance britannique pendant la guerre franco-prussienne[3].
- Nikolay Ogarev (connu aussi sous le nom de Nicholas Ogareff; 1813–1877) - écrivain et révolutionnaire russe en exil (en 1966, ses restes ont été exhumés et incinérés, et ses cendres ont été transportées en Russie par deux membres de l'Union des écrivains soviétiques) [6]
- Perceval M. Parsons (1819–1892), ingénieur et inventeur anglais
- Sir William Pologne (1797–1884) [2]
- Christopher Rowland (1929-1967) - député de Meriden [2]
- Sir Andrew Scott (1857–1939) [2]
- Le capitaine Walter Napleton Stone VC (1891–1917) [2] Sa pierre tombale est en fait un cénotaphe : sa véritable tombe se trouve en France et n'a jamais été retrouvée. Son nom figure sur le mémorial aux disparus de Cambrai[7].